# 向文胜
向文胜（1968年6月13日—），中华人民共和国教育工作者及农药学家，男，土家族，生于湖北来凤，毕业于中国农业大学农药学专业，拥有该专业农学博士学位及教授职称，博士生导师，现为东北农业大学植物保护学院和生命科学学院教授，入选2014年度长江学者特聘教授，主要从事微生物天然产物农药创制方面的研究。

## 生平
1968年6月13日，向文胜出生于中华人民共和国湖北省来凤县。1985年进入中南民族大学化学系学习，并于1989年荣获学士学位，本科毕业后北上黑龙江，就读于东北农业大学，攻读该校农药学硕士，师从苏少泉教授，1992年获得农学硕士学位。硕士毕业后留校任教，在校任职期间，于2001年获中国农业大学农药学博士学位。2010年，向曾赴美国威斯康辛大学药学院做访问学者。
2021年，向文胜教授科研团队发明的谷维菌素原药及制剂获得国家农业农村部新农药登记证。

## 荣誉
- 2012年，获国家杰出青年科学基金。
- 2014年，入选国家“万人计划”。
- 2015年，获国家科技发明二等奖[9]。
- 2020年，获“全国先进工作者”荣誉称号[10]。